# Втрати 67-ї окремої механізованої бригади
БУ статті наведено подробиці втрат 67-ї окремої механізованої бригади.

## Поіменний перелік
| Прізвище, ім'я, по батькові (псевдо)         | Підрозділ, посада | Вік | Дата народження   | Місце народження                               | Дата смерті               | Місце смерті (смертельного поранення)                          | Обставини смерті |
| -------------------------------------------- | --- | --- | ----------------- | ---------------------------------------------- | ------------------------- | -------------------------------------------------------------- | --- |
| Саража Євген Володимирович («Джек»)          | Молодший лейтенант, помічник начальника штабу, начальник розвідки, 1-ша ОМБ "Вовки Да Вінчі" (ДУК ПС)                          | 45  | 7 листопада 1977  | Сміла                                          | 15 лютого 2023            | Лиман                                                          | Загинув на командно-спостережному пункті батальйону від розриву ворожої ракети. |
| Стадник Ростислав («Рос»)                    | 1-ша ОМБ "Вовки Да Вінчі" (ДУК ПС), рота «Гонор»                                                                               | 25  | 2 березня 1997    | Біла Церква                                    | 15 лютого 2023            | Лиман                                                          | Загинув під час виконання бойового завдання. |
| Захарченко Віталій («Джин»)                  | Старший лейтенант, помічник начальника штабу, начальник зв'язку, 1-ша ОМБ "Вовки Да Вінчі" (ДУК ПС)                            |     | ???               | Бердянськ                                      | 15 лютого 2023            | Лиман                                                          | Загинув під час виконання бойового завдання. |
| Кулик Юрій («Кабан»)                         | 1-ша ОМБ "Вовки Да Вінчі" (ДУК ПС)                                                                                             | 27  | 13 січня 1996     | Калинівка                                      | 15 лютого 2023            | Лиман                                                          | Загинув під час виконання бойового завдання. |
| Шеремет Мар‘ян Сергійович («Журналіст»)      | 2-й механізований батальйон | 24  | 27 вересня 1998   | Козятин                                        | 28 лютого 2023            | Дубово-Василівка                                               | Загинув внаслідок артилерійського обстрілу |
| Дучак Тарас                                  | 2-й батальйон імені Тараса Бобанича, парамедик                                                                                 | 48  | 1975              | Хоросно                                        | 6 березня 2023            | Бахмут                                                         | [ 6 ] |
| Дробоцький Олег Ігорович («Художник»)        | |     | 29 жовтня 1996    | Лановець                                       | 6 березня 2023            | Оріхово-Василівка                                              | Загинув внаслідок артилерійського обстрілу |
| Коцюбайло Дмитро Іванович («Да Вінчі»)       | Молодший лейтенант, командир 1-ша ОМБ "Вовки Да Вінчі" (ДУК ПС)                                                                | 27  | 1 листопада 1995  | Задністрянське                                 | 7 березня 2023            | Бахмут                                                         | Загинув під час виконання бойового завдання в битві за Бахмут. |
| Каплін Віталій Станіславович («Тур»)         | |     | 19 січня 1981     | Кременчук                                      | 12 березня 2023           | Площанка, Сватівський район                                    | [ 9 ] |
| Мирончиков Сергій Михайлович («Крахмал»)     | 1-ша ОМБ "Вовки Да Вінчі" (ДУК ПС), артилерист                                                                                 | 32  | 18 червня 1990    | Гнідин                                         | 14 березня 2023           | Бахмут                                                         | Загинув під час виконання бойового завдання під Бахмутом. Похорон відбувся 18 березня у с. Гнідин |
| Штремпел Йосип Гийзович «Пона»               | 1-ша ОМБ "Вовки Да Вінчі" (ДУК ПС), рота «Гонор»гранатометник                                                                  | 50  | 26 вересня 1972   | Херсонська область                             | 13 березня 2023           | Луганський напрямок Площанка                                   | Загинув під час виконання бойового завдання, захоронений в Тернополі |
| Гинда Валерій Васильович «Аладін»            | 1-ша ОМБ "Вовки Да Вінчі" (ДУК ПС), рота «Гонор», навідник                                                                     | 25  | 9 листопада 1997  | Тернопіль                                      | 23 березня 2023           | Хромове                                                        | [ 11 ] |
| Саратов Олексій(«Шмель»)                     | 1-ша ОМБ "Вовки Да Вінчі" (ДУК ПС), рота «Дике Поле»                                                                           | 35  | 8 липня 1987      |                                                | 1 квітня 2023             |                                                                | Загинув на Бахмутському напрямку |
| Кондель Данііл Олексійович «Вікінг»          | 1-ша ОМБ "Вовки Да Вінчі" (ДУК ПС), рота «Гонор»                                                                               | 21  | 25 травня 2001    | Київ                                           | 2 квітня 2023             | Хромове                                                        | Загинув під час виконання бойового завдання, поблизу населеного пункту Хромове, утримуючи "дорогу життя" Бахмут-Часів-Яр |
| Грибан Назарій «Продюсер»                    | 1-ша ОМБ "Вовки Да Вінчі" (ДУК ПС), рота «Гонор»                                                                               | 25  | 26 травня 1997    | Софіївська Борщагівка                          | 2 квітня 2023             | Хромове                                                        | Загинув внаслідок артилерійського обстрілу на спостережному пункті поблизу Бахмута |
| Оборонов Олександр Михайлович («Оборона»)    | 1-ша ОМБ "Вовки Да Вінчі" (ДУК ПС), рота «Дике Поле»                                                                           | 40  | 1982              | Чорбівка                                       | 2 квітня 2023             | Хромове                                                        | |
| Сенько Валерій «Голем»                       | випускник Києво-Могилянської Академії 2018 року, 1-ша ОМБ "Вовки Да Вінчі" (ДУК ПС)                                            | 26  | 24 лютого 1997    | Чернігів                                       | 2 квітня 2023             | Хромове                                                        | [ 15 ] |
| Ротар Іван Васильович «Мілан»                | вернувся з-за кордону, щоб вступити до 1-ша ОМБ "Вовки Да Вінчі" (ДУК ПС), спеціаліст з БПЛА                                   | 28  | 28 лютого 1995    | Костичани                                      | 5 квітня 2023             | Хромове                                                        | [ 16 ] |
| Корнай Олег «Норман»                         | 1-ша ОМБ "Вовки Да Вінчі" (ДУК ПС)», рота «Гонор»                                                                              | 21  | 9 листопада 2001  | Львів                                          | 9 квітня 2023             | Хромове                                                        | Загинув від артилерійського обстрілу в бліндажі |
| Березюк Артем Володимирович «Тьомич»         | 1-ша ОМБ "Вовки Да Вінчі" (ДУК ПС) рота «Гонор»                                                                                | 34  | 25 квітня 1988    | Кременчук                                      | 9 квітня 2023             | Хромове                                                        | Загинув від артилерійського обстрілу |
| Усик Сергій «Кот»                            | 1-ша ОМБ "Вовки Да Вінчі" (ДУК ПС), рота «Дике Поле»                                                                           | 38  | 3 травня 1984     | Вовнянка                                       | 9 квітня 2023             | Хромове                                                        | [ 17 ] [ 18 ] |
| Бабишев Василь Валентинович («Васон»)        | |     | 1 листопада 1985  |                                                |                           |                                                                | Пропав під Бахмутом 4 травня 2023 |
| Лях Максим Сергійович «Фрост»                | 1-ша ОМБ "Вовки Да Вінчі" (ДУК ПС)                                                                                             | 23  | 23 грудня 1999    | Топила                                         | 5 травня 2023             | Бахмут                                                         | [ 20 ] |
| Панаско Віктор («Іранець»)                   | | 33  | 14 грудня 1989    | Київ                                           | 5 травня 2023             | Бахмут                                                         | Загинув у бою під Бахмутом на Донеччині. Отримав смертельне поранення. Похований на Лісовому цвинтарі в Києві . |
| Жилінський Артем («Жулік»)                   | | 50  |                   | Київ                                           | 9 травня 2023             | Бахмут                                                         | Зазнав важкого поранення 3 травня під час оборони від російських окупантів міста Бахмут Донецької області. Врятував побратима, але сам не вижив, помер в шпиталі .                                                          |
| Якімов Роман                                 | старший солдат |     |                   | Старокостянтинів                               | 17 травня 2023            |                                                                | [ 23 ] [ 24 ] |
| Юхимюк Юрій Сергійович «Юхим»                | 1-ша ОМБ "Вовки Да Вінчі" (ДУК ПС), артилерист, навідник міномета                                                              | 25  | 1997              | Гірка Полонка                                  | 17 травня 2023            |                                                                | До початку повномасштабного вторгнення проживав в Німеччині |
| Муха Єгор («Грін»)                           | 1-ша ОМБ "Вовки Да Вінчі" (ДУК ПС), рота «Дике Поле»                                                                           | 19  | 18 січня 2004     | Рівне                                          | 20 травня 2023            |                                                                | [ 26 ] |
| Сафошин Олександр Олександрович («МАКАР»)    | Лейтенант командир 1 механізованого взводу 2 механізованої роти 2 механізованого батальону                                     | 38  | 21 жовтня 1985    | Донецьк                                        | 28 травня 2023            | с. Діброва на Луганщині                                        | Мешкав в Слов`янську. Загинув під час виконання бойового завдання |
| Брижник Олег Олександрович                   | Гранатометник 1 механізованого відділення 1 механізованого взводу 3 механізованої роти 2 механізованого батальйону             |     | 27.03.1990        | Карлівка                                       | 28 травня 2023            | с. Діброва на Луганщині                                        | Загинув під час виконання бойового завдання в районі н.п. Діброва Луганської області |
| Гаврилов Руслан                              | | 28  |                   | с. Новопавлівське Миколаївської області        | 9 червня 2023             | с. Діброва на Луганщині                                        | Загинув під час виконання бойового завдання в районі села Діброва на Луганщині . |
| Мащенко Олексій («Бабай»)                    | |     |                   | Білопілля                                      | 17 червня 2023            |                                                                | Загинув від вистрілу снайпера в око в Кузьмине, на Луганщині . |
| Нінадовський Микола Євгенович («Бандерчик»)  | Після реформи ДУК Правий Сектор потрапив у 2 роту, 3 батальйону, де став командиром відділення.                                | 42  | 18 квітня 1981    | Борислав                                       | 20 червня 2023            | Серебрянка                                                     | Загинув поблизу населеного пункту Серебрянка Бахмутського району на Донеччині |
| Білий Едуард («Едос»)                        | 1-ша ОМБ "Вовки Да Вінчі" (ДУК ПС)                                                                                             | 48  |                   | Мизинівка                                      | 21 червня 2023            | Діброва                                                        | Отримав поранення від влучання міни |
| Рибіцький Андрій Вікторович («Риба»)         | Був стрільцем-помічником гранатометника, старший солдат                                                                        | 31  | 06.08.1992        | Кожухівка                                      | 8 липня 2023              | Діброва                                                        | Загинув під час виконання бойового завдання |
| Андрухов Ігор Григорович («Віскі»)           | 1-ша ОМБ "Вовки Да Вінчі" (ДУК ПС), рота «Дике Поле»                                                                           | 42  | 4 березня 1981    | Павлоград                                      | 9 липня 2023              | Хромове                                                        | |
| Найда Олексій («Тихий»)                      | 1-ша ОМБ "Вовки Да Вінчі" (ДУК ПС), рота «Гонор»                                                                               | 26  | 1 серпня 1996     | Київ                                           | 19 липня 2023             | Лиман Перший                                                   | Загинув під час виконання бойового завдання, в стрілковому бою поблизу населеного пункту Лиман Перший на Харківщині |
| Світличний Євген Михайлович («Жека»)         | 1-ша ОМБ "Вовки Да Вінчі" (ДУК ПС), рота «Гонор»                                                                               | 29  | 17 вересня 1993   | Кривий Ріг                                     | 19 липня 2023             | Лиман Перший                                                   | Загинув під час виконання бойового завдання, в стрілковому бою поблизу населеного пункту Лиман Перший на Харківщині. |
| Сакір Михайло («Майкл»)                      | 1-ша ОМБ "Вовки Да Вінчі" (ДУК ПС), рота «Гонор»                                                                               | 24  | 9 серпня 1998     | Луцьк                                          | 19 липня 2023             | Лиман Перший                                                   | Загинув під час виконання бойового завдання, в стрілковому бою поблизу населеного пункту Лиман Перший на Харківщині |
| Кріса Юрій («Кріс»)                          | 1-ша ОМБ "Вовки Да Вінчі" (ДУК ПС)                                                                                             | 37  | 28 серпня 1985    | Дичків                                         | 19 липня 2023             | Лиман Перший                                                   | [ 37 ] |
| Паращишин Володимир Миколайович («Електрик») | 1-ша ОМБ "Вовки Да Вінчі" (ДУК ПС)                                                                                             | 49  | 24 січня 1974     | Райлів                                         | 19 липня 2023             | Лиман Перший                                                   | [ 38 ] [ 39 ] |
| Божок Максуд Фатохович («Сябро»)             | 1-ша ОМБ "Вовки Да Вінчі" (ДУК ПС), рота «Гонор»                                                                               |     | 16 липня 2004     | Сміла                                          | 19 липня 2023             | Лиман Перший                                                   | [ 40 ] |
| Савчук Родіон («Койот»)                      | 1-ша ОМБ "Вовки Да Вінчі" (ДУК ПС), рота «Гонор»                                                                               |     | 14 липня 1998     |                                                | 19 липня 2023             | Лиман Перший                                                   | [ 40 ] |
| Кот Володимир («Кот»)                        | 1-ша ОМБ "Вовки Да Вінчі" (ДУК ПС), рота «Гонор»                                                                               |     | 25 вересня 1996   |                                                | 19 липня 2023             | Лиман Перший                                                   | [ 40 ] |
| Лабецький Андрій                             | | 52  | 1970              | Турка                                          | 25 липня 2023             | ???                                                            | [ 41 ] |
| Мерега Ярослав Петрович                      | | 52  | 7 листопада 1970  | Червоноград                                    | 27 липня 2023             | Серебрянка                                                     | Загинув поблизу села Серебрянка Донецької області. |
| Дембровський Олександр («Дембрик»)           | 1-ша ОМБ "Вовки Да Вінчі" (ДУК ПС)                                                                                             | 42  |                   | Херсонщина                                     | 16 серпня 2023            |                                                                | Загинув в бою на Куп`янському напрямку |
| Саганов Роман («Пірат»)                      | 1-ша ОМБ "Вовки Да Вінчі" (ДУК ПС)                                                                                             | 40  |                   | Херсонщина                                     | 16 серпня 2023            |                                                                | Загинув в бою на Куп`янському напрямку |
| Чабарай Олександр («Татарін»)                | 1-ша ОМБ "Вовки Да Вінчі" (ДУК ПС)                                                                                             | 43  | 7 грудня 1979     | Зелене                                         | 19 серпня 2023            | Вільшана                                                       | Загинув під час виконання бойового завдання на Куп`янському напрямку . |
| Стринадко Петро («Чиж»)                      | 1-ша ОМБ "Вовки Да Вінчі" (ДУК ПС)                                                                                             | 45  |                   | Банилів                                        | 19 серпня 2023            | Вільшана                                                       | Загинув на Куп'янському напрямку на Харківщині. Похорон відбувся 22 серпня 2023 |
| Глієвий Микола Іванович («Прапор»)           | 1-ша ОМБ "Вовки Да Вінчі" (ДУК ПС)                                                                                             | 40  | 16 листопада 1982 | Розкопанці                                     | 19 серпня 2023            | Вільшана                                                       | Загинув на Куп'янському напрямку на Харківщині |
| Фощанко Костянтин Юрійович («Бомба»)         | 1-ша ОМБ "Вовки Да Вінчі" (ДУК ПС)», рота «Гонор»                                                                              | 28  | 10 липня 1995     | Острійки                                       | 24 серпня 2023            | Синьківка                                                      | Загинув під час виконання бойового завдання, на Куп'янському напрямку |
| Пастух Олександр («Добрий»)                  | 2-й окремий стрілецький батальйон імені Тараса Бобанича «Хаммера»                                                              | 42  | 23 травня 1981    | Війтівці                                       | 29 вересня 2023           | Кремінна                                                       | Загинув під час виконання бойового завдання із захисту територіальної цілісності України, біля Кремінної Луганської області                                                                                                 |
| Масуров Олексій («Дніпро»)                   | 1-ша ОМБ "Вовки Да Вінчі" (ДУК ПС)                                                                                             | 47  |                   | Луцьк                                          | 4 жовтня 2023             | Кліщіївка                                                      | Загинув під час виконання бойового завдання в районі населеного пункту Кліщіївка Донецької області |
| Петрів Юрій                                  | |     | 17 липня 1983     | Нетішин                                        | 10 жовтня 2023            |                                                                | Загинув на війні проти російських окупантів. Похований 14 жовтня 2023 року на Личаківському цвинатрі у Львові . |
| Молчанов Сергій Олексійович («Пельмень»)     | 2-й стрілецький батальйон | 21  | 7 липня 2002      | Селекційне                                     | 11 жовтня 2023            | Кремінна                                                       | Загинув з побратимом під час виконання військового завдання в Серебрянських лісових масивах поблизу м. Кремінна Луганської області внаслідок прицільного ворожого обстрілу                                                  |
| Одинець Дмитро («Айті»)                      | 1-ша ОМБ "Вовки Да Вінчі" (ДУК ПС), рота «Гонор»                                                                               | 23  | 4 березня 2000    | Рівне                                          | 16 жовтня 2023            |                                                                | |
| Спасиба Олег («Веселий»)                     | 1-ша ОМБ "Вовки Да Вінчі" (ДУК ПС)                                                                                             |     | 22 жовтня 1989    | Германівка                                     | 17 жовтня 2023            | Ямпіль                                                         | Загинув як справжній герой, врятувавши життя двох побратимів у районі населеного пункту Ямпіль Донецької області . |
| Фещенко Сергій Миколайович («Жак»)           | Служив в зенітному ракетно-артилерійському дивізіоні                                                                           | 40  |                   | Новоселиця                                     | 21 жовтня 2023            | Діброва Луганська обл.                                         | Загинув біля селища Діброва на Луганщині. Похований в місті Шпола на Черкащині |
| Левицький Костянтин Сергійович               | | 22  | 22 березня 2001   |                                                | 22 жовтня 2023            |                                                                | Загинув в районі Синьківки Харківської області |
| Светков Олександр («Ліс»)                    | снайпер, 2-й окремий стрілецький батальйон імені Тараса Бобанича «Хаммера»                                                     |     |                   | Крим                                           |                           |                                                                | [ 53 ] |
| Кухарський Василь Анатолійович («Актор»)     | | 42  | 2 грудня 1981     | Радомишль                                      | 7 грудня 2023             | Київ                                                           | Був важко поранений в бою у вересні 2023-го. Помер 7 грудня 2023 року у лікарні Києва. |
| Моргушка Олександр Миколайович («Яким»)      | Стрілець-помічник гранатометника 2 стрілецького відділення 1 стрілецького взводу 1 стрілецької роти 1 стрілецького батальйону. | 48  | 14 січня 1975     | Київщина                                       | 22 грудня 2023            | Діброва Луганська обл.                                         | Загинув під час виконання бойового завдання. |
| Ткачук Сергій («Студент»)                    | 1-ша ОМБ "Вовки Да Вінчі" (ДУК ПС)                                                                                             |     |                   |                                                | Не пізніше24 грудня 2023  | Куп`янський напрямок                                           | |
| Сосновський Антон («Гучі»)                   | 1-ша ОМБ "Вовки Да Вінчі" (ДУК ПС)                                                                                             |     |                   |                                                | Не пізніше 24 грудня 2023 | Куп`янський напрямок                                           | |
| Мішин Євген («Джон»)                         | 1-ша ОМБ "Вовки Да Вінчі" (ДУК ПС)                                                                                             |     |                   |                                                | Не пізніше 24 грудня 2023 | Куп`янський напрямок                                           | |
| Решетник Володимир Іванович                  | старший сержант, головний сержант 1-го стрілецького взводу стрілецької роти 27-го окремого стрілецького батальйону             |     | 11.02.1981        | Вила Томашпільського району Вінницької області | 21 січня 2024             | між населеними пунктами Діброва та Кузьмине Луганської області | [ 56 ] |
| Ковальов Олександр                           | | 44  | 25 січня 1980     | Світловодськ                                   | 10 лютого 2024            | Первомайське                                                   | Загинув під час бою поблизу Первомайського на Донеччині. Похорон відбувся 15 лютого 2024 |
| Дайнеко Денис («Борзий»)                     | 2-й окремий стрілецький батальйон імені Тараса Бобанича «Хаммера»                                                              | 38  |                   | Луганщина                                      | 16 березня 2024           |                                                                | Загинув із зброєю в руках під час бойового завдання на Донеччині |
| Мар'янчук Анастасія («Троя»)                 | 1-ий стрілецький батальйон 2 рота                                                                                              | 21  | 3 листопада 2002  | Київ                                           | 18 березня 2024           | Часів Яр                                                       | Смертельного поранення зазнала на Донеччині під час артобстрілу, коли рятувала поранених |
| Пономарьов Антон («Руді»)                    | | 21  |                   | Харків                                         | 18 березня 2024           |                                                                | [ 60 ] |
| Данильченко Руслан Степанович                | старший солдат |     | 16 липня 1987     | Княжичі Броварського району Київської області  | 4 квітня 2024             | Часів Яр                                                       | [ 61 ] |
| Коновал Сергій Сергійович («Норд»)           | 2-й окремий стрілецький батальйон імені Тараса Бобанича «Хаммера»                                                              | 31  | 29 травня 1992    | Тернопіль                                      | 6 квітня 2024             | Часів Яр                                                       | Загинув на фронті поблизу міста Часів Яр Донецької області внаслідок прямого попадання ворожим снарядом в бліндаж де знаходився під час виконання бойового завдання з побратимом та земляком Петришином Тарасом «Химерою» . |
| Петришин Тарас Петрович («Химера»)           | 2-й окремий стрілецький батальйон імені Тараса Бобанича «Хаммера»                                                              | 35  | 25 січня 1989     |                                                | 6 квітня 2024             | Часів Яр                                                       | Загинув 6 квітня 2024 року разом із командиром Сергієм Коновалом біля м. Часів Яр на Донеччині |
| Борщ Володимир («Локі»)                      | Рота "Дике Поле" |     | 10 січня 1986     | Кременчук                                      | 1 червня 2024             | Мала Токмачка                                                  | Загинув під час виконання бойового завдання біля села Токмачка Запорізької області |
| Бойко Сергій («Муха»)                        | Рота "Дике Поле" | 36  | 28 березня 1988   | Гуменці                                        | 6 червня 2024             | Мала Токмачка                                                  | Загинув біля села Мала Токмачка Запорізької області |
| Пилипишин Андрій                             | | 36  | 5.02.1988         | Львів                                          | 8 червня 2024             |                                                                | [ 67 ] |
| Собченко Юрій Борисович                      | стрілець-санітар 3-го механізованого відділення 1 механізованого взводу 3-ї механізованої роти 2 механізованого батальйону     |     | 8 травня 1975     | Черняхів Житомирської області                  | 9 червня 2024             | Терни Краматорського району Донецької області                  | [ 68 ] |
| Шевцов Михайло                               | | 47  | 26.10.1976        | Львів                                          | 12 червня 2024            |                                                                | [ 69 ] |
| Шевчук Олександр                             | водій 2-го механізованого взводу 2-го механізованого батальйону                                                                |     |                   |                                                | 4 липня 2024              | Терни                                                          | Загинув в селі Терни Краматорського району Донецької області |
| Зайцев Андрій                                | снайпер | 23  | 26 липня 2000     | Ворона                                         | 8 липня 2024              | Терни                                                          | Загинув в селі Терни Краматорського району Донецької області . |
| Бушиленко Віталій                            | стрілець-помічник гранатометника 2 штурмового відділення 2 штурмового взводу 1 штурмової роти                                  | 27  | 9 січня 1997      | Київ                                           | 8 липня 2024              | Новопокровка Запорізької області                               | [ 71 ] |
| Стефанів Роман                               | Старший сержант | 48  |                   | Волиця                                         | 18 липня 2024             | Новосадове                                                     | Загинув в селі Новосадове Донецької області. Похорон відбувся 24 липня 2024 |
| Ізобілін Олександр Юрійович                  | |     | 20 липня 1989     | Дачне                                          | 21 липня 2024             | Терни                                                          | Загинув під час виконання бойового завдання поблизу населеного пункту Терни Краматорського району Донецької області . |
| Гагнідзе Бондо                               | Воював у складі 2 механізованого батальйону "Росомахи" 67 ОМБр                                                                 | 47  |                   |                                                | 30 липня 2024             |                                                                | [ 75 ] |
| Ткачишин Григорій Ярославович                | Солдат кулеметного взводу механізованого батальйону                                                                            | 55  | 27.12.1968        | Бортків                                        | 7 серпня 2024             | Терни                                                          | [ 76 ] |
| Мельничук Олексій Олександрович              | Сержант |     | 1981              | Луганська область                              | 7 серпня 2024             | Терни                                                          | [ 77 ] |
| Кузнєцова Наталя Валеріївна («Іранка»)       | Молодший сержант, 3-й механізований батальйон                                                                                  | 31  |                   | Олександрія                                    | 26 серпня 2024            |                                                                | Загинула від вогнепального поранення |
| Пащак Іван                                   | Стрілець-помічник гранатометника штурмового відділення штурмового взводу                                                       |     |                   | Городовичі                                     | 28 серпня 2024            |                                                                | [ 79 ] |
| Отюцький Ігор Михайлович                     | Солдат, водій-електрик мінометного взводу мінометної батареї                                                                   |     | 10 червня 1973    |                                                | 1 вересня 2024            |                                                                | [ 80 ] |
| Леонтьєв Володимир                           | | 25  | 27 серпня 1999    | Львів                                          | 2 вересня 2024            |                                                                | [ 81 ] |
| Семенченко Сергій («Бакс»)                   | 2-й окремий стрілецький батальйон імені Тараса Бобанича «Хаммера»                                                              | 54  | 12 серпня 1970    |                                                | 9 вересня 2024            |                                                                | [ 82 ] |
| Пасічник Віктор Степанович («Ведмідь»)       | молодший сержант, кулеметником роти вогневої підтримки батальйону імені Тараса Бобанича                                        | 31  | 5 березня 1993    | Саранчуки                                      | 9 вересня 2024            |                                                                | [ 83 ] |
| Зварич Андрій                                | | 35  |                   | Володимирці                                    | 20 вересня 2024           |                                                                | Був тяжко поранений 30 серпня 2024 року поблизу Покровська Донецької області. Проходив лікування в Києві. Помер 20 вересня 2024                                                                                             |
| Гладкий Василь                               | |     |                   | Годині                                         | 3 жовтня 2024             | Терни                                                          | [ 85 ] |
| Єзерський Михайло                            | | 46  | 15.05.1978        | Львів                                          | 6 жовтня 2024             |                                                                | [ 86 ] |
| Шарпило Михайло                              | Старший солдат | 31  |                   | Віднів                                         | 7 жовтня 2024             | Дніпро                                                         | Помер у Дніпрі |
| Легкий В’ячеслав («Скіф»)                    | 2-й механізований батальйон "Росомахи". Був одним з найкращих бойових медиків у бригаді.                                       | 21  |                   | Дніпро                                         | 8 жовтня 2024             |                                                                | Під час евакуації його транспортний засіб підірвався |
| Марченко Дмитро («Ужик»)                     | Долучився до бригади у грудні 2023 року у віці 20-ти років. 2-й механізований батальйон "Росомахи"                             |     |                   |                                                | 8 жовтня 2024             |                                                                | Під час евакуації його транспортний засіб підірвався |
| Андрієць Владислав Андрійович («Джміль»)     | Старший солдат, командир відділення – командир машини 3 розвідувального відділення 1 розвідувальної роти                       | 19  | 20 жовтня 2004    | Лазурне                                        | 11 жовтня 2024            | Новосадове                                                     | Загинув разом із побратимом старшим солдатом Ісаєвим Владиславом під час проведення евакуації у н.п. Новосадове на Донеччині                                                                                                |
| Ісаєв Владислав Юрійович («Ісусік»)          | Старший солдат, розвідник | 24  |                   | Богуславка                                     | 11 жовтня 2024            | Новосадове                                                     | [ 92 ] |

## Матеріали
- [ Втрати 67-ї бригади] // Книга Пам'яті